# Ekonomická fakulta Technické univerzity v Liberci
Ekonomická fakulta (EF, dříve Hospodářská fakulta) Technické univerzity v Liberci byla založena 1. května 1992, v souladu se závěry Akreditační komise vlády ČR a zahájila výuku 1. září 1992 jako specializovaná fakulta ekonomického charakteru. K 1. září 2009 byla přejmenována na Ekonomickou fakultu. V současné době má Ekonomická fakulta akreditovány bakalářské, navazující magisterské a doktorské studijní programy, které uskutečňuje jak v prezenční, tak v kombinované formě studia.

## Studium

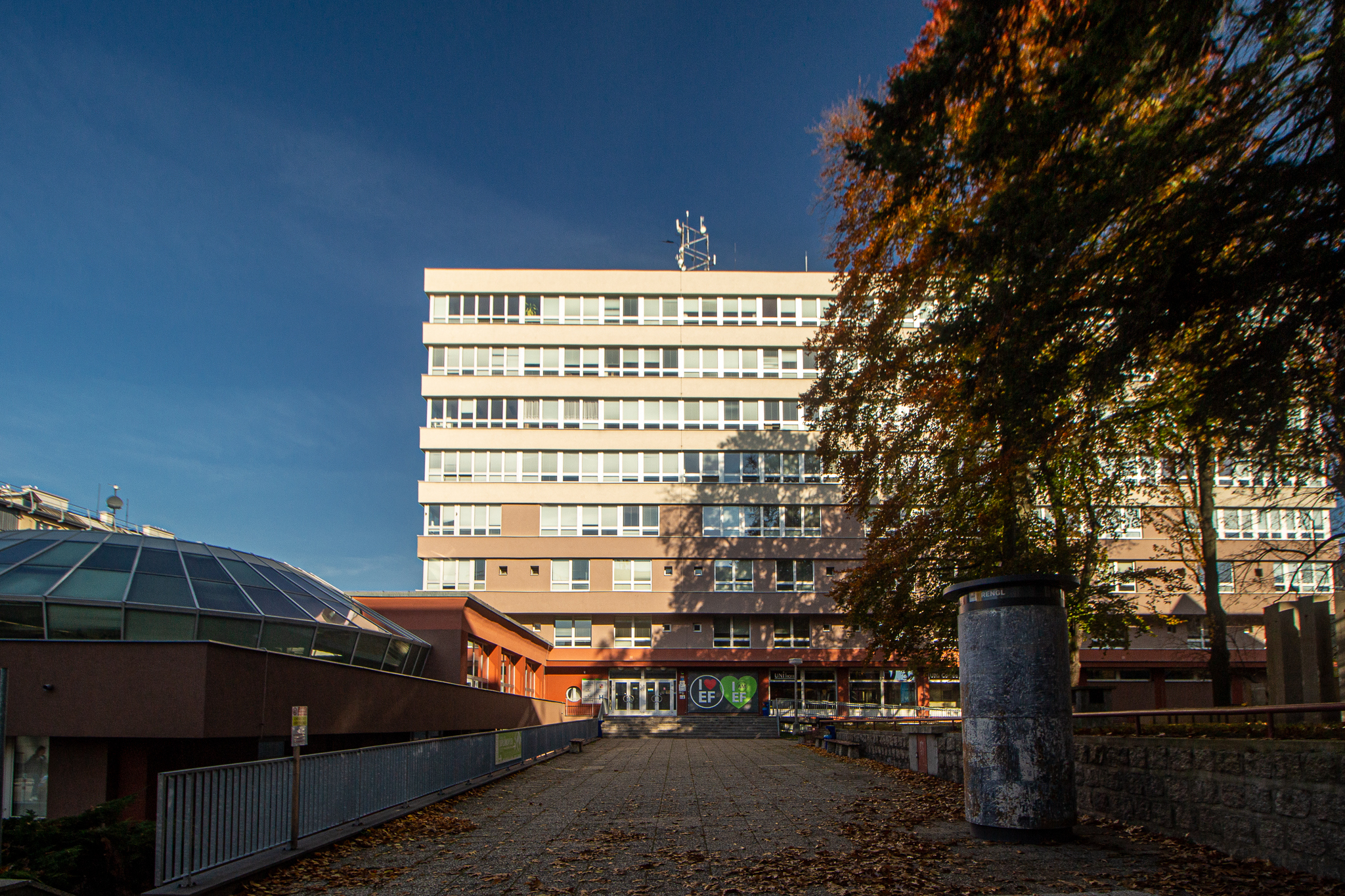
Vstup do budovy EF TUL

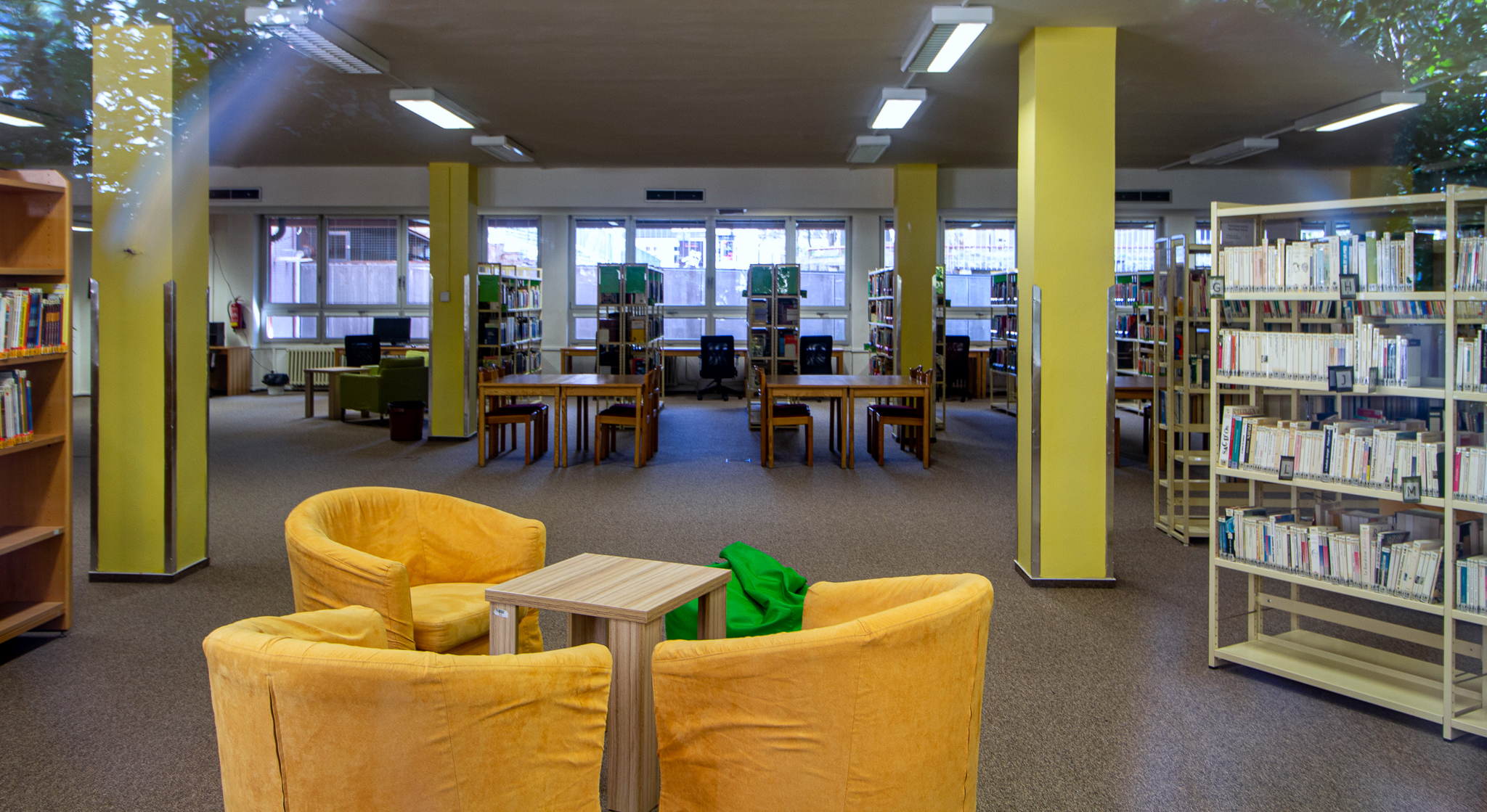
Knihovna EF TUL

EF TUL úzce spolupracuje s desítkami organizací z vnějšku, z nichž některé se staly jejími partnery. EF je dynamickou fakultou, která se přizpůsobuje reálným podmínkám a zavádí nové předměty podle potřeb podnikatelského prostředí a trendů ekonomického vývoje. V průběhu studia je kladen velký důraz na rozvoj praktických dovedností a prezentačních schopností. EF TUL nabízí studentům volbu zaměření studia podle zájmu a předpokládané budoucí profese pomocí povinných, povinně volitelných a volitelných předmětů. Umožňuje studentům získat hluboké zkušenosti v oblastech ekonomiky a managementu, finančnictví a účetnictví, legislativy, marketingu, mezinárodního obchodu, služeb a cestovního ruchu i aplikací informačních technologií.

## Děkani fakulty
- doc. Ing. Jaroslav Jágr (1992–1996)
- prof. Ing. Jan Ehleman, CSc. (1996–2002)
- prof. Ing. Jiří Kraft, CSc. (2002–2005)
- Po dvou neúspěšných volbách následuje krátké období bez děkana, vedením je tehdejším rektorem Vojtěchem Konopou pověřen emeritní děkan Jan Ehleman.[1][2][3]
- doc. Dr. Ing. Olga Hasprová (2005–2012)
- prof. Ing. Miroslav Žižka , Ph.D. (2012–2020)
- doc. Ing. Aleš Kocourek, Ph.D. (2020–2024)
- Po dvou neúspěšných volbách následuje krátké období bez děkana, vedením je pověřen rektor Miroslav Brzezina
- Ing. Mgr. Marek Skála, Ph.D. (2025–2028)

## Katedry
- Katedra informatiky (KIN)
- Katedra financí a účetnictví (KFU)
- Katedra ekonomie (KEK)
- Katedra ekonomické statistiky (KSY)
- Katedra podnikové ekonomiky a managementu (KPE)
- Katedra cizích jazyků (KCJ)
- Katedra marketingu a obchodu (KMG)